# Toga (pancerz pasywny)

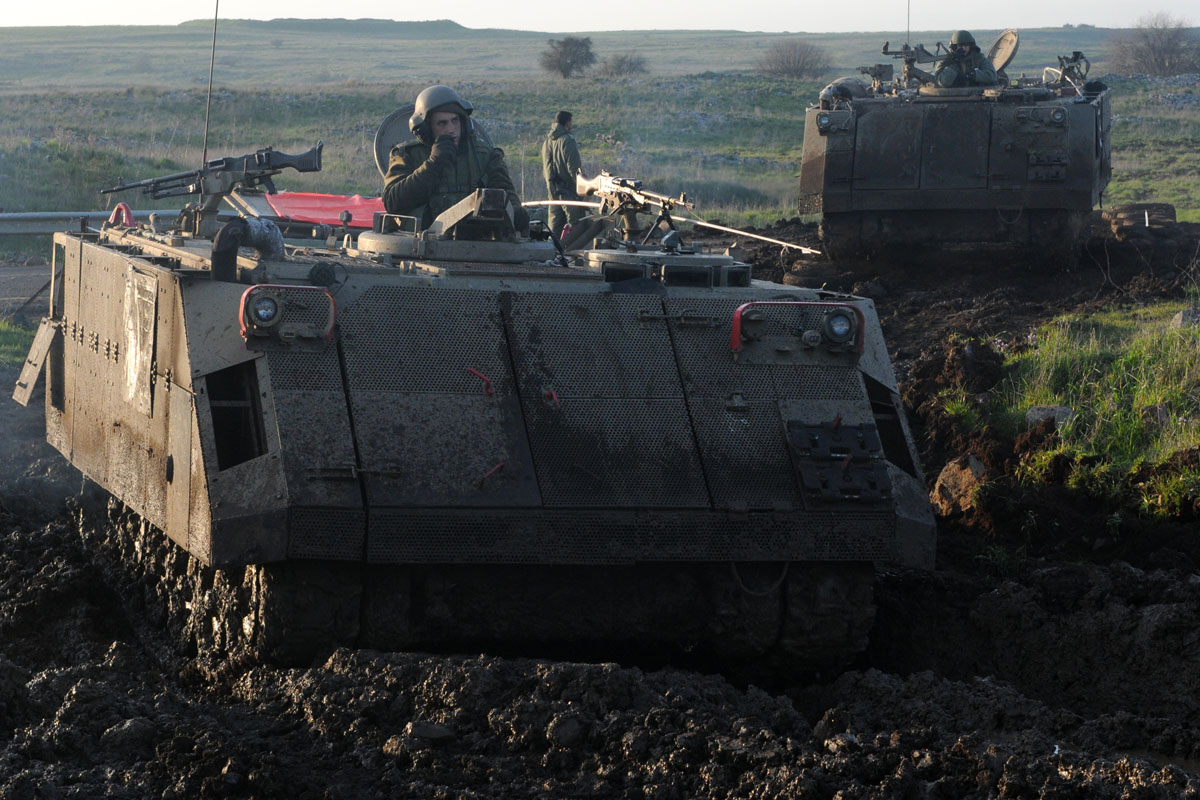
Pancerz Toga na izraelskim M113 Zelda. Widoczne mocowania i odległość od pancerza głównego transportera

Toga (herb. טוגה) – pierwszy izraelski dodatkowy pancerz pasywny dla transporterów opancerzonych. Pancerz ten został zaprojektowany przez firmę Rafael, obecnie znajduje się w ofercie Elbit Systems. Toga została zaprojektowana i stworzona jako odpowiedź na potrzebę dopancerzenia i zapewnienie ochrony żołnierzom i załodze transporterów M113 w trakcie wojny w Libanie.
Zestawy pancerza Toga stosowane są również w opancerzaniu tylnej części boków transportera Achzarit, wybranych części Nagmachonów i zasobników pojazdu inżynieryjnego Puma.

## Konstrukcja

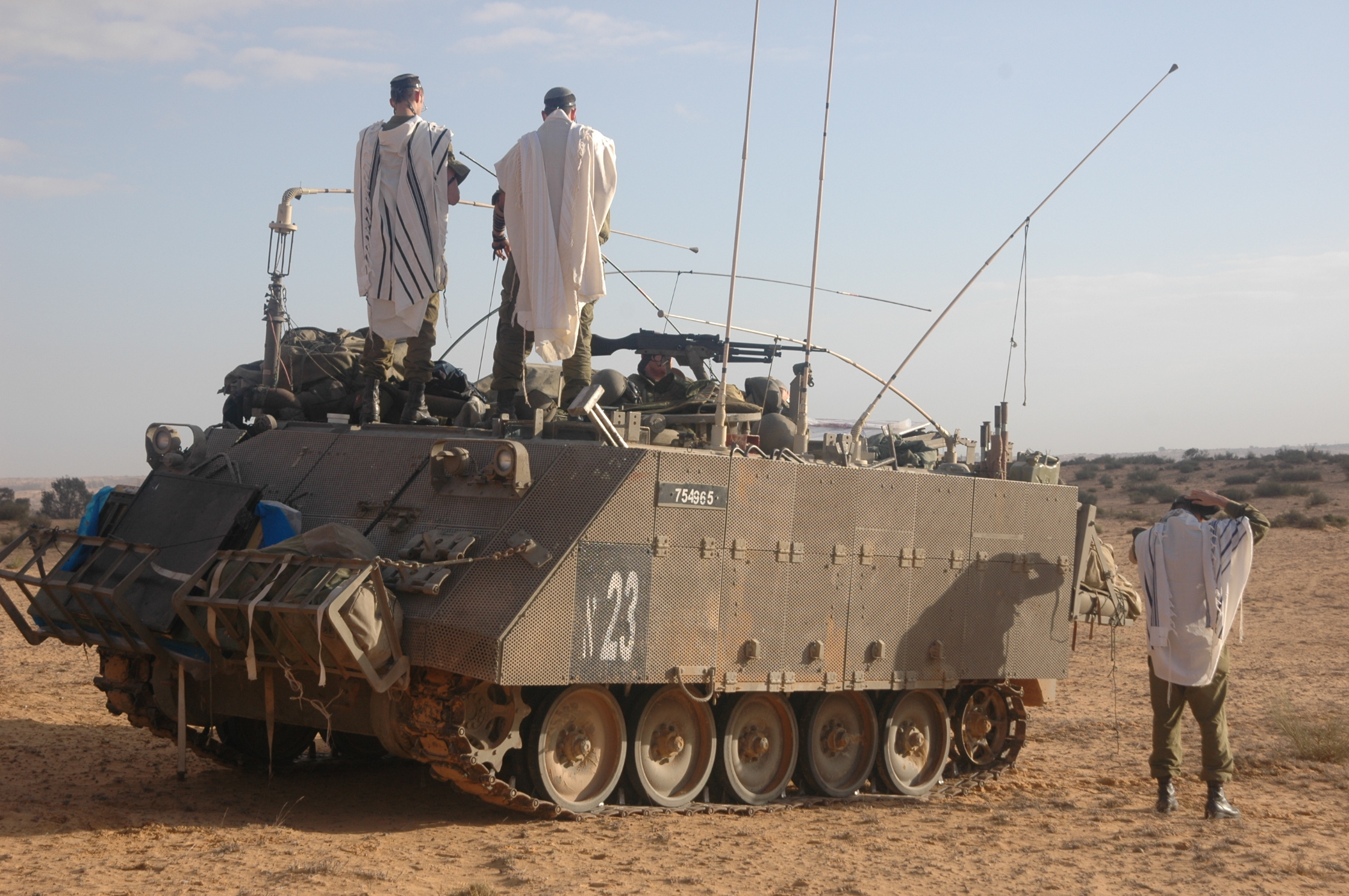
M113 Zelda z całkowicie zabudowanymi bokami i przodem pancerzem Toga

Konflikt w Libanie unaocznił dowództwu Sił Obronnych Izraela podatność transporterów M113 na pociski broni maszynowej i granatników przeciwpancernych. Nawet najwcześniejsze wersje granatników RPG były w stanie zagrozić pancerzowi (44 mm grubości) i załodze izraelskich transporterów M113. Wysokie straty w sprzęcie i załogach sprawiły, że M113 otrzymał przydomek „mobilnego krematorium polowego”. Wobec tego podjęto decyzję o zaprojektowaniu dodatkowego pancerza, który zwiększyłby przeżywalność żołnierzy i transporterów na polu bitwy. Odpowiedzią na takie zapotrzebowanie był montowany pancerz pasywny Toga.
Pancerz pasywny Toga składa się z paneli perforowanej stali niestopowej montowanych po bokach kadłuba transportera w odległości 250 mm od pancerza, a także na przedzie transportera. Podstawowym zadaniem Togi jest osłabianie zdolności penetracji pocisków broni maszynowej. Zastosowanie paneli pancerza powoduje wyhamowanie pocisku lub zmianę toru lotu pocisków, dzięki czemu pancerz transportera jest w stanie ochronić załogę. Toga zapewnia ochronę nie tylko przed bronią maszynową kalibru 7,62 mm, ale także przed pociskami przeciwpancernymi ręcznej broni palnej, odłamkami artyleryjskimi i moździerzowymi. Dodatkowo panele zapewniają ochronę przed pociskami APDS wystrzeliwanymi z broni automatycznej do kalibru 14,5 mm, która jest montowana m.in. w transporterach BTR-60, BTR-70, BTR-80 czy samochodzie rozpoznawczym BRDM-2. Toga służy również jako częściowa ochrona przeciwko granatnikom przeciwpancernym RPG, powodując przedwczesny wybuch głowicy pocisku. Jeżeli jednak pocisk przebije panel, to jego strefa rażenia zawęża się ze 110° do 30°.
Założeniem Togi było jej zintegrowanie z transporterem oraz piechotą towarzyszącą transporterowi. Oznacza to, że panele pancerza po zamontowaniu umożliwiają załodze prace konserwacyjne, a także dają dostęp do gąsienic, silnika i skrzyni biegów. Odległość paneli od pancerza głównego zapewnia przestrzeń na montaż zasobników na narzędzia lub amunicję dla żołnierzy desantu.
Zamontowanie pełnego zestawu pancerza zwiększa masę transportera o 800 kg.

## Użycie
| Siły Obronne Izraela | M113 Zelda |  |
| Siły Obronne Izraela | Achzarit   |  |
| Siły Obronne Izraela | Puma       |  |
| Siły Obronne Izraela | Nagmachon  |  |